# Il mondo di Astrid Lindgren
Il mondo di Astrid Lindgren (in svedese: Astrid Lindgrens Värld) è un parco tematico situato a  Vimmerby in Svezia. Il parco, con i suoi 130 000 metri quadrati di superficie, è ambientato sul tema delle storie di Pippi Calzelunghe e degli altri racconti della scrittrice Astrid Lindgren.